# Ver (Manche)
Ver település Franciaországban, Manche megyében. Lakosainak száma 384 fő (2022. január 1.). Ver Lengronne, Cérences, Le Loreur, La Meurdraquière és Gavray-sur-Sienne községekkel határos.

## Népesség
A település népessége az elmúlt években az alábbi módon változott:
| Lakosok száma | 484  | 389  | 320  | 356  | 382  | 374  | 374  | 377  | 379  | 384  |
|               | 1968 | 1982 | 1990 | 2006 | 2013 | 2015 | 2017 | 2019 | 2020 | 2022 |